# Acalypha pilosa
Acalypha pilosa är en törelväxtart som beskrevs av Antonio José Cavanilles. Acalypha pilosa ingår i släktet akalyfor, och familjen törelväxter. Inga underarter finns listade i Catalogue of Life.